# Эпизоды из жизни «искателя»
Эпизо́ды из жи́зни «иска́теля» — первый рассказ, написанный русским писателем В. Г. Короленко. Эпиграфом к рассказу служит отрывок из главы «Пир на весь мир» поэмы Н. А. Некрасова «Кому на Руси жить хорошо».
На момент написания рассказа Владимиру Короленко исполнилось 25 лет, он учился в Горном институте в Санкт-Петербурге, подрабатывая по ночам корректором в газете «Новости».
Первоначально он планировал напечатать своё произведение в журнале «Отечественные записки». В феврале 1879 года после прочтения рассказа в кругу друзей рукопись была отнесена в редакцию журнала. Однако первая проба пера оказалась неудачной — редактор журнала М. Е. Салтыков-Щедрин вернул молодому автору рукопись со словами: «Оно бы и ничего… да зелено… зелено очень».
Впервые опубликован в 1879 году в июльском номере петербургского журнала «Слово» под подписью «В. К-енко». Публикация застала Короленко в уездном Глазове Вятской губернии, куда он вместе с братом Илларионом был сослан.
«Эпизоды из жизни „искателя“» привлекли внимание известного критика В. П. Буренина, который в своих «Литературных очерках» подверг рассказ грубой критике и использовал его для нападок на революционно настроенную молодежь 70-х годов.
В целом, В. Г. Короленко спокойно отнесся к критической статье Буренина, о чём писал из Глазова матери и сестрам:

Что касается собственно до статьи, то я сам очень невысокого об ней мнения; меня не очень удивляют преувеличенные отзывы редакции (если их еще и Юлиан не преувеличил); я никогда не считал редакцию «Слова» особенно компетентными критиками, и её похвалы не перевесят, конечно, других отзывов (не Буренинских, понятно). Даже то обстоятельство, что гг. Буренины разнюхали в ней нечто, приводящее их в исступление, не поднимет её в моих глазах. Вообще, Машинка, ты напрасно считаешь это «началом моей литературной карьеры». Не говорю, конечно, что ничего не напишу более. Но «карьеры» тут делать, без сомнения, и не попробую.— Письмо Э. И. Короленко, Э. Г. Короленко и М. Г. Лошкаревой от 30 июля 1879 года
После первой публикации не включался автором ни в один из своих сборников. По просьбе издателя вошёл лишь в Полное собрание сочинений В. Г. Короленко 1914 года, по поводу чего писатель замечает:

Этот первый мой рассказ, появившийся в 1879 году и даже не подписанный моим полным именем, я не имел в виду помещать в собрание своих сочинений. Но мне говорят компетентные люди, что он упоминается в биографиях и, кроме того, с ним связан небольшой эпизод из воспоминаний о Щедрине (см. мою статью о Н. К. Михайловском, т. 2-й). Ввиду этого читатели вправе искать его в полном собрании и отсутствие его сочтут, быть может, пробелом. Для избежания этого помещаю в конце издания это слишком еще незрелое первое мое произведение без всяких редакционных изменений. В. К. 